# Дречий Врх
Дречий Врх (словен. Drečji Vrh) — поселення в общині Мокроног-Требелно, регіон Південно-Східна Словенія, Словенія.